# Evelyn De Morgan
Evelyn De Morgan, född Pickering 30 augusti 1855 i London, död 2 maj 1919 i London, var en brittisk målare inom den prerafaelitiska kretsen. Hon var hustru till keramikern William De Morgan och svärdotter till matematikern Augustus De Morgan.
Evelyn De Morgans främsta inspirationskällor var målningar av Sandro Botticelli och Edward Burne-Jones.

## Biografi
Evelyn Pickering, dotter till Percival Pickering och Anna Maria Wilhelmina Spencer Stanhope, föddes på 6 Grosvenor Street i London. Hennes morbror, John Roddam Spencer Stanhope, uppmuntrade henne att börja rita och måla. Hon fick utbildning i hemmet och skrevs in på den nystartade skolan Slade School of Fine Art. Hon reste ofta till sin morbror, som flyttat till Florens, där hon kunde studera renässansens konst. Hon inspirerade särskilt av Botticelli. Hennes första målning ställdes ut 1877 på Grosvenor Gallery.

### Familjeliv
De Morgan gifte sig den 5 mars 1877 med keramikern William De Morgan. De var båda framgångsrika i sin konst och flyttade till Merton Abbey, ett distrikt i södra London.
William De Morgan dog den 5 januari 1917. Evelyn de Morgan dog den 2 maj 1919 och är begravd på kyrkogården Brookwood i Woking Borough i Surrey i England.

## Verk
- 1875 – De Morgan sålde sin första tavla i augusti, Tobias and the Angel.
- 1877 – De Morgan ställde ut två tavlor på Dudley Museum and Art Gallery.
- 1902–1918 – De Morgan förfärades av boerkrigen och första världskriget och målade femton tavlor som beskrev krigen, inklusive The Red Cross och S.O.S.
- 1991 – Sjutton målningar förstördes vid en brand i en lagerlokal.

## Bilder

Cadmus och Harmonia (1877).
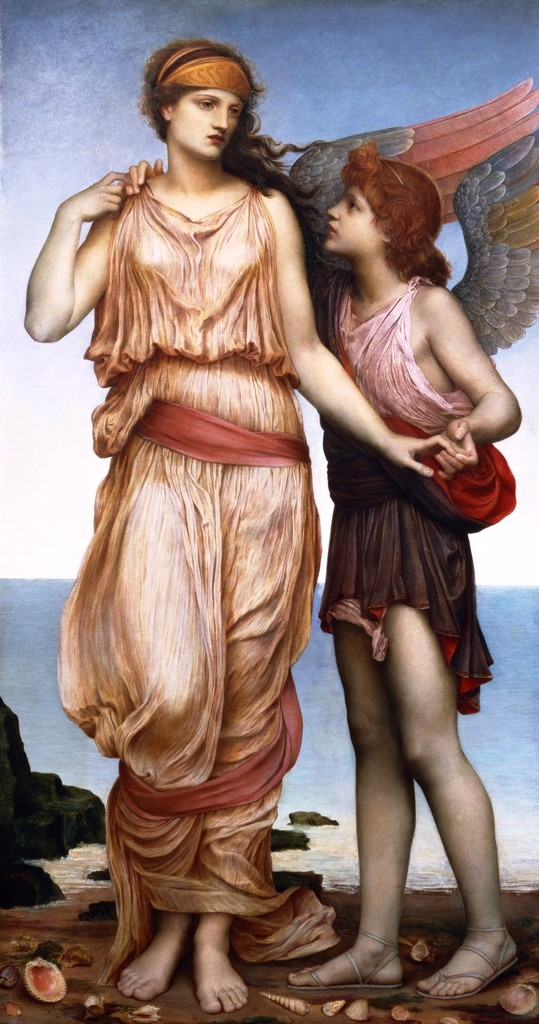
Venus och Cupid (1878).
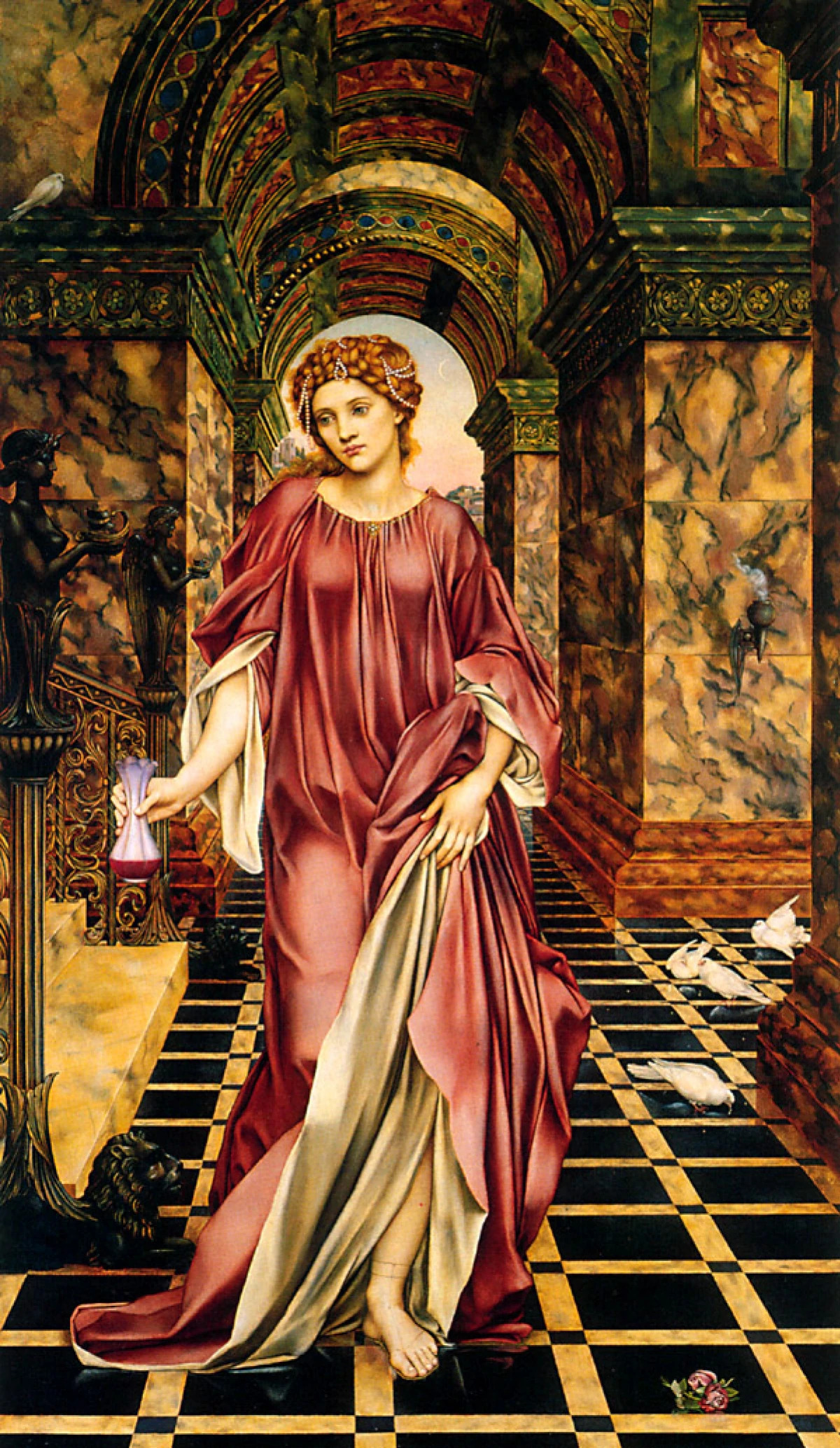
Medea (1889).
Flora (1894).
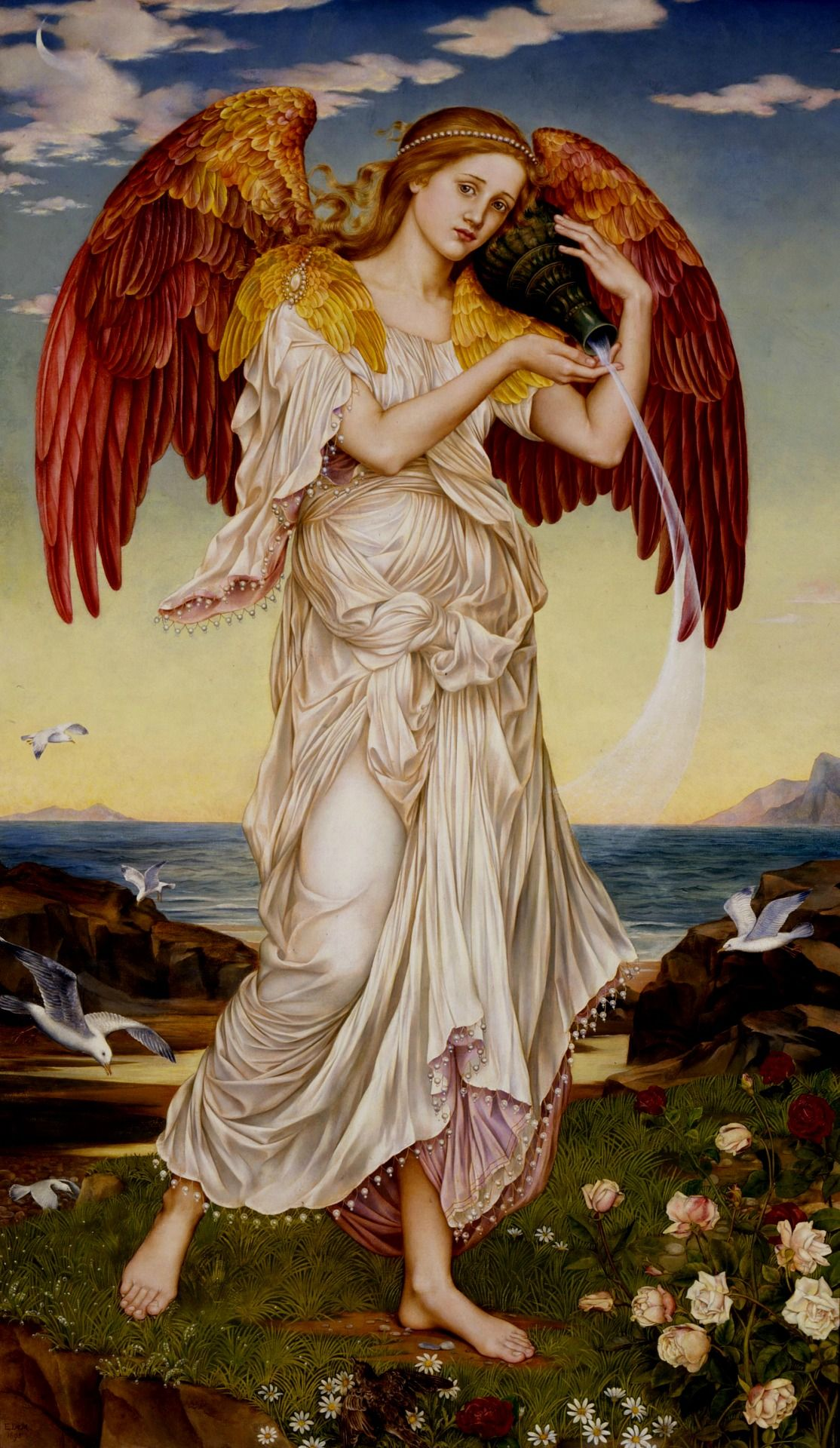
Eos (1895).
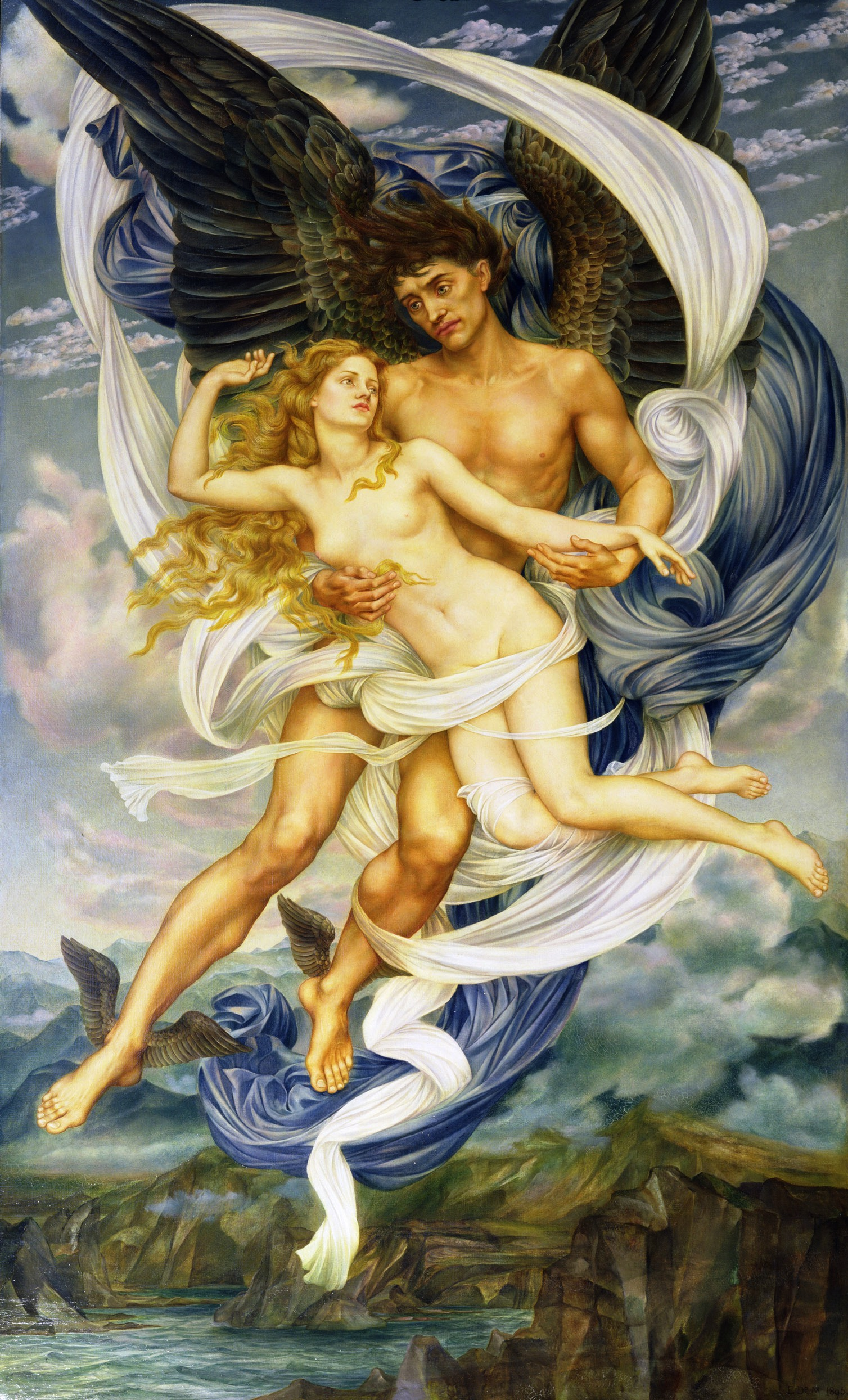
Boreas och Oreithyia (1896).
Helen of Troy (1898).
Kassandra (1898).
S.O.S. (1914−1916).